# 梅嵜周毅
梅嵜 周毅（うめざき しゅうき、1966年3月31日 - ）は、福岡県出身のバスケットボール選手・指導者。アイシン ウィングスヘッドコーチの梅嵜英毅は一つ上の兄。

## 人物
福岡大大濠高校（1年後輩に中原雄）から明治大学を経て、豊田通商に入社し選手として活躍。
引退後の1995年、日立那珂のコーチに就任。日本リーグ昇格に導いた。
その後はケンタッキー大学へのコーチ留学、津島女子高校コーチを経て、2000年、中川文一ヘッドコーチの元、シャンソン化粧品のアシスタントコーチに就任。鄭周鉉に変わっても引き続き務め、2005年にWリーグ優勝。
鄭ヘッドの退任により2006年、ヘッドに昇格。
U-19日本代表のアシスタントコーチも務めた。
しかし、プレーオフ進出を初めて逃し、2010年辞任。
環太平洋大学女子バスケットボール部監督を経て、2013年4月から中部大学准教授と女子バスケットボール部監督に就任。

## 経歴
選手
- 福岡大大濠 - 明治大学 - 豊田通商（1988年〜1995年）

コーチ
- 日立那珂C（1995年〜1997年） - 津島女子高校C（1998年〜2000年） - シャンソン化粧品C（2000年〜2006年） - シャンソン化粧品HC（2006年～2010年）